# VideoLAN
 (avril 2023).
VideoLAN est un projet et une association loi de 1901 à but non lucratif créé en 2009, développant et faisant la promotion de solutions libres pour le multimédia. VideoLAN développe et distribue gratuitement sous la licence GPL des logiciels multiplate-formes, plusieurs codecs audio/vidéo et des bibliothèques. Le projet le plus connu de VideoLAN est le lecteur multimédia VLC media player.
Les applications et les bibliothèques de VideoLAN permettent aux utilisateurs de diffuser en flux (streaming) et de transcoder une grande variété de formats de média, depuis une source locale ou à travers un réseau informatique.

## Historique
Le projet VideoLAN est à l'origine un projet étudiant de l'École centrale Paris en 1996. À la suite d'une réécriture complète en 1998 et via l'accord de l'École Centrale Paris en 2001, le projet devient open source et passe sous la licence GPL. À la suite de l'ouverture du code source, le projet gagne en visibilité en dehors de l'École Centrale Paris et est maintenant un projet international avec une équipe de développement se répartissant sur plus de vingt pays. 
VideoLAN gagne en 2005 la catégorie Multimédia des « Trophées du libre » de Soissons et en 2008 grâce à VLC le « Community Choice Award » du meilleur projet multimédia.
L'icône en forme de cône utilisé dans VLC est une référence à des cônes recueillis par VIA, l'association d'étudiants chargée du réseau de l’École Centrale Paris. Le logo de VideoLAN a légèrement changé en novembre 2005.
Depuis 2009, le projet est complètement séparé de l'École Centrale Paris et est soutenu par l'association loi de 1901 à but non lucratif du même nom.
L'association VideoLAN participe régulièrement à différentes manifestations comme FOSDEM, CeBIT, LinuxTag et GSoC.

## Fonctionnement
Le développement de VLC a longtemps été lié à l'École centrale de Paris. 
Devant les difficultés à motiver de nouveaux membres, l'association VideoLAN est créée en 2007 pour mieux encadrer le développement et la communication. 
À compter des années 2010, cependant, le besoin d'une professionnalisation grandit. Pour pouvoir avoir des salariés à temps plein, il faut une source de financement pérenne. Le président de l'association VideoLAN (Jean-Baptiste Kempf) crée donc fin 2012 la société VideoLabs à Paris, forte d’une vingtaine de salariés début 2019, qui adapte le logiciel au besoin des entreprises.
Ces salariés travaillent aussi sur VLC, assurant ainsi une durabilité et une professionnalisation du développement. « En 2017, l’entreprise a réalisé un million d’euros de chiffre d’affaires ».

## Projets
Cette section ne s'appuie pas, ou pas assez, sur des sources secondaires ou tertiaires indépendantes du sujet.

Pour l'améliorer, ajoutez-en, ou placez des modèles {{Source secondaire souhaitée}} ou {{Source secondaire nécessaire}} sur les passages mal sourcés. (avril 2021)
Les projets développés par VideoLAN sont, :

### Pour le grand public
- VLC media player (VLC), le plus connu. C'est un lecteur multimédia pouvant lire presque tous les formats vidéo et audio existants sans avoir à installer de codecs externes. En effet, à la différence d'autres logiciels de lecture multimédia, VLC intègre les codecs nécessaires au décodage des différents formats pris en charge grâce aux bibliothèques du projet FFmpeg ;
- VideoLAN Movie Creator (VLMC), un logiciel de montage vidéo non linéaire.

### Pour les professionnels
- DVBlast, un serveur de streaming MPEG-2/TS ;
- Multicat, un ensemble d'outils pour manipuler rapidement et efficacement[non neutre] des flux multicast et TS[Quoi ?] ;
- x262, un encodeur H.262/MPEG-2 Part 2 ;
- x264, un encodeur H.264/MPEG-4 AVC ;
- x265, un encodeur H.265/HEVC.

### Pour les développeurs
- libdvdcss, une bibliothèque permettant de lire les DVD vidéo chiffrés par usage de la technologie CSS ;
- libaacs, un projet de recherche pour mettre en œuvre la spécification du système AACS ;
- libbluray, une bibliothèque conçue pour la lecture des disques Blu-Ray ;
- libbdplus, un projet de recherche pour mettre en œuvre les spécifications du système BD+ ;
- libdvbcsa, une bibliothèque conçue pour la mise en œuvre du système DVB/Common Scrambling Algorithm (CSA) ;
- libdvbpsi, une bibliothèque en C pour décoder et générer des tables MPEG-TS et DVB-PSI ;
- libdca, un décodeur DTS ;
- libVLC, une bibliothèque permettant d'utiliser VLC avec d'autres programmes ;
- biTStream, un ensemble d'en-têtes C permettant un accès simplifié aux structures binaires comme spécifié par MPEG, DVB, IETF, etc.

### Anciens projets
- VideoLAN Server (VLS), un serveur de streaming maintenant remplacé par VLC ;
- VideoLAN Manager (VLMa), un logiciel permettant de gérer un parc de serveurs faisant tourner des VLC ;
- libdvdplay, une bibliothèque pour naviguer dans les DVD, remplacée maintenant par libdvdnav[11].

### Projets hébergés par VideoLAN
- liba52, une bibliothèque permettant de décoder les flux ATSC A/52 ;
- libmpeg2, une bibliothèque permettant de décoder les flux MPEG-1 et MPEG-2.

## Lecture en flux(streaming)
Le projet VideoLAN a pour but d'être une solution de lecture en flux ou lecture en continu (streaming). Cette dernière inclut deux programmes : VLC et VideoLAN Server (VLS).
VLC peut être utilisé en tant que serveur ou en tant que client.
VLS s'utilise en tant que serveur. VLS n'est plus développé, et de plus la plupart de ses fonctionnalités est intégrée dans VLC.
Du côté serveur, VLC ou VLS peuvent prendre en entrée un fichier vidéo, un DVD, une carte d'acquisition, le satellite, la télévision numérique. Le flux est alors transmis à travers le réseau en unicast ou multicast puis lu par VLC du côté client.
Le réseau par lequel transite le flux peut être un petit réseau comme un réseau local ou un plus grand réseau comme internet. 
VLC est capable d'annoncer ses flux en utilisant les normes SAP/SDP ou en utilisant Zeroconf (Apple Bonjour).